# Cosmoscarta dorsimacula
Cosmoscarta dorsimacula is een halfvleugelig insect uit de familie schuimcicaden (Cercopidae). De wetenschappelijke naam van deze soort is voor het eerst geldig gepubliceerd in 1851 door Walker.